# The Big Boss
The Big Boss er en Bruce Lee-film fra 1971. Filmen er den første i rækken af de fem film som Bruce Lee nåede at indspille, inden sin død i 1973. The Big Boss var den ene af en kontrakt på to film, som Bruce Lee havde indgået med filmselskabet Golden Harvest. Filmen er optaget "on location" i Thailand i sensommeren 1971, og havde premiere i Hong Kong senere samme år.
Filmen blev en kæmpe succes i Hong Kong og Asien generelt, og gav Bruce Lee status af filmstjerne. Da Bruce Lee feberen for alvor begyndte at rase i resten af verden, efter hans død, blev filmen også kendt her. Filmen blev eftersynkroniseret med engelsk tale. I Danmark fik filmen titlen Karatenæver af stål.

## Plot
Bruce Lee spiller den unge og vilde Cheng som sendes til at bo hos sin morbror i Bangkok. Inden han rejser tvinger hans mor ham til at love at han aldrig mere vil komme op og slås. Mens han bor hos sin onkel arbejder på en isfabrik sammen med sine fætre. Fabrikken er ejet af den meget rige Hs Mi. Men snart opdager Cheng og hans fætre at der er gemt små poser heroin inde i isen og at fabrikken er en facade for et kæmpestort narkotika- og bordelsyndikat, under ledelse af Hsa Mi. Syndikatet beskyttes af utallige kung fu eksperter. Chengs fætre bliver brutalt myrdet og hans veninde borført, for at forhindre ham i at tale om ulovlighederne.

## Trivia
Ved udgivelsen i Asien og Europa blev filmen kaldt The Big Boss, mens den i USA blev omdøbt til Fists of Fury. Denne film skal derfor ikke forveksles med den senere Bruce Lee film som i Asien hedder Fist of Fury (uden s) og i USA hedder The Chinese Connection